# Haemulon squamipinna
Haemulon squamipinna is een straalvinnige vissensoort uit de familie van grombaarzen (Haemulidae). De wetenschappelijke naam van de soort is voor het eerst geldig gepubliceerd in 1999 door Rocha & Rosa.